# Seznam kulturnih ustanov v Ljubljani

### Galerije
- Narodna galerija Slovenije[1]
- Moderna galerija Ljubljana[2] z Muzejem sodobne umetnosti - MSUM
- Mestna galerija Ljubljana[3]
- Galerija Riharda Jakopiča (Jakopičeva galerija)
- Mednarodni grafični likovni center
- Galerija ŠKUC[4]
- Galerija Hest[5]
- Galerija Furlan-Črnuče[6]
- Galerija Equrna[7]
- KUD France Prešeren
- AKC Metelkova mesto - Galerija Alkatraz
- Galerija Vžigalica
- Mala galerija
- Cukrarna
- Bežigrajska galerija I, II
- Galerija Tobačna
- Galerija Foton
- Galerija Stolp, Galerija "S", Kazemate ... - Ljubljanski grad
- KUD Sestava
- Galerija Ravnikar
- Rog ... ?

### Gledališča
- Mestno gledališče ljubljansko[8], vhod: Čopova 14
- Slovensko narodno gledališče Drama Ljubljana[9], vhod: Erjavčeva 1
- Slovensko mladinsko gledališče[10], vhod: Vilharjeva 11
- Šentjakobsko gledališče[11], vhod: Krekov trg 2
- KUD France Prešeren[12], vhod: Karunova 14
- Lutkovno gledališče Ljubljana
- Gledališče za otroke in mlade Ljubljana[13], vhod: Zaloška 61
- Teater komedija[14], vhod: Šmartinska 152 (City teater?)
- Mini teater, Križevniška 1
- Pocket teater
- Cankarjev dom[15], vhod: Prešernova 10 in pasaže Maxi

### Muzeji
- Tehniški muzej Slovenije[16]; v mestu Ljubljana se nahajata samo dva oddelka Tehniškega muzeja Slovenije in to stara elektrarna poleg Elektro Ljubljana-uprava in Slovenski železniški muzej z bogato zbirko različnih železničarskih predmetov in starih lokomotiv nasproti nekdanje železniške postaje Šiška.

- Železniški muzej Slovenskih železnic [17]
- Muzej za arhitekturo in oblikovanje[18]
  - Grad Fužine*, Muzej za arhitekturo in oblikovanje je osrednja slovenska muzejska ustanova, ki deluje na področju arhitekture, urbanizma, industrijskega in grafičnega oblikovanja ter fotografije. Muzejske zbirke obsegajo skoraj 150 000 različnih predmetov od načrtov, skic in modelov zgradb do različnega pohištva, drobnih premetov, aparatov, plakatov, različnih tiskovin in fotografij.   (vhod: Pot na Fužine 2)
- Slovenski etnografski muzej[19] (kratica: SEM)
  - Belgijska vojašnica*, razstavlja etnografske zbirke s področja Slovenije in občasne zbirke iz drugih Evropskih držav (vhod: Metelkova 2).
- Mestni muzej Ljubljana[20],
  - Turjaška palača*; v muzeju je prikazan zgodovinski razvoj mesta Ljubljana in življenje meščanov v posameznih zgodovinskih obdobjih mesta. Zgradba, v kateri je sedež muzeja je bila v sedanji obliki zgrajena med letoma 1654 in 1658, več stoletij je bila dom ene najslavnejših kranjskih plemiških družin-Auerspergov. Zadnja obnova palače se je končala leta 2004 -(mesto Ljubljana je stala kar 1,2 milijarde SIT), tako sedaj ponuja številne možnosti preživljanja prostega časa v obliki delavnic, družabnih prireditev, ogledov muzejskih eksponatov tudi zunaj muzejske palače, na različnih lokacijah (vhod: Gosposka 15). Ostale lokacije:
  - Razstavišče KIC (vhod: Trg francoske revolucije 7)
  - ŠČIT konservatorsko središče (vhod: Gregorčičeva 3a)
  - Ostanki antične Emone (na prostem - Jakopičev vrt Mirje 4)
  - Zgodnjekrščansko središče Emone (na prostem - ob OŠ Majda Vrhovnik, Erjavčeva 18)
  - Spominska soba Ivana Cankarja (Cankarjev vrh na Rožniku).
- Narodni muzej Slovenije[21] (»Rudolfinum«); najstarejši slovenski muzej, ki predstavlja najpomembnejše arheološke predmete od starejše kamene dobe do visokega in poznega srednjega veka. Na ogled je tudi restavrirana egipčanska mumija stara 2600 let, ki je prva mumija v svetu, katero so v začetku minulega stoletja preslikali z rentgenskim aparatom (vhod: Muzejska 1).

- Muzej novejše zgodovine Slovenije[22],

Ohranja in proučuje materialno in nematerialno dediščino zgodovine slovenskega etničnega prostora od začetka 20. stoletja naprej v povezavi z ostalim svetom in dogodki v njem. Širi znanje o 20. stoletju s pomočjo atraktivnih občasnih in stalnih razstav, hrani, vzdržuje, dokumentira, predstavlja in stalno povečuje zbirke iz obdobja novejše zgodovine,ki predstavljajo vso slovensko ozemlje. S sodobnimi temami muzej privablja obiskovalce različnih generacij.
V muzeju je stalna razstava Slovenci v 20. stoletju. Zgodovina Slovencev je predstavljena v obdobju od začetka prve svetovne vojne leta 1914 do osamosvojitve leta 1991. Občasno gostujejo tudi druge manjše razstave (vhod: Celovška 23).
- Prirodoslovni muzej Slovenije[23],

Razstavlja stalno geološko-paleontološko zbirko, Zoisovo mineraloško zbirko, Hohenwartovo zbirko lupin mehkužcev, razne herbarijske zbirke, zbirke žuželk, ptic, plazilcev, rib in predstavitev človeške ribice-Proteusa in okostja različnih vretenčarjev (Vhod: Muzejska 1).
- Slovenski šolski muzej[24],

Muzej je po svojem nastanju 1898 eden najstarejših muzejev na Slovenskem, prvi specialni muzej za tradicije šolstva in deluje od leta 1938 kot eden od desetnije nacionalnih muzejev. Poleg razstavne zbirke in arhiva hrani tudi bogato dokumentacijo o šolah na Slovenskem ter knjižnico z nad 60.000 zvezki. Muzej izdaja revijo Šolska kronika in pripravlja občasne razstave. Stalna razstava predstavlja razvoj šolstva na Slovenskem do leta 1991 (vhod: Plečnikov trg 1).
- Slovenski gledališki muzej,

Gledališki muzej je prostorsko utesnjen, zato tudi nima postavljene stalne razstave o zgodovini slovenskega gledališča, vendar priredi občasne razstave o znamenitih gledaliških igralcih in predstavah, ki so pomembno zaznamovala gledališko kulturo v Sloveniji (vhod: Mestni trg 17).
- Muzej lutkarstva - Ljubljanski Grad

- Zgodovinski arhiv Ljubljana[25],

Zgodovinski arhiv Ljubljana je osrednji regionalni arhiv na Slovenskem in obsega področje nekdanje Kranjske. Poleg sedeža v Ljubljani so enote arhiva še v Kranju, Škofji Loki, Idriji in v Novem mestu. Ima ohranjeno gradivo predvsem na ravni občin, mdr. tudi o arhitekturnih objektih stare Ljubljane in okolice (vhod: Mestni trg 27).
- Tobačni muzej[26],

Tu si lahko ogledate stalno zbirko, ki prikazuje proizvodne postopke različnih tobačnih izdelkov, njihovo uporabo skozi čas, način življenja zaposlenih, zlasti tobačnih delavk »cigarc« (vhod: Tobačna 5).

#### DRUGO
- Slovenska kinoteka[27],

Slovenska kinoteka povezuje muzejsko in kinematografsko dejavnost: promovira filmsko kulturo in omogoča zgodovinske raziskave, skrbi za izobraževanje na področju filmske zgodovine, spodbuja zbiranje in hranjenje pomembnih dokumentov in predmetov, povezanih s filmom, ter skrbi za kulturno promocijo preteklih in današnjih dosežkov filmske umetnosti. Redno sodeluje s filmskimi festivali, ki se odvijajo v Sloveniji in njeni okolici. Skrbi za vsakodnevni filmski program filmskih retrospektiv (v Kinodvoru).
- Trubarjeva hiša literature
- Center za poezijo Tomaža Šalamuna
- Slovanska knjižnica
- Semeniška knjižnica
- Frančiškanska knjižnica